# Coppa del Mondo di sci alpinismo 2025
La Coppa del Mondo di sci alpinismo 2025 è stata la ventiduesima edizione della manifestazione organizzata dalla International Ski Mountaineering Federation (ISMF); è iniziata il 14 dicembre 2024 a Courchevel, in Francia, e si è conclusa il 13 aprile 2025 a Tromsø, in Norvegia.
Sia in campo maschile sia in campo femminile erano in programma 15 gare individuali oltre a 5 gare a squadre miste.
Il francese Thibault Anselmet e la sua connazionale Emily Harrop erano i detentori uscenti della Coppa generale e sono entrambi riusciti a confermare il titolo vinto l'anno precedente.
Il 23 dicembre 2024 la FISI, attraverso un comunicato ufficiale, annuncia che gli atleti della nazionale italiana non prenderanno parte alla tappa in Azerbaigian, adducendo la scelta a motivi economici legati alla durata della trasferta ed al tardivo inserimento della tappa nel calendario.
In campo maschile lo svizzero Rémi Bonnet ha vinto 8 gare e, tra queste, tutte le vertical in programma; così facendo si è aggiudicato due coppe di specialità (vertical e individuale). Al femminile le due atlete francesi di punta, Emily Harrop e Axelle Gachet-Mollaret hanno vinto 7 gare a testa. La prima delle due ha vinto sia la coppa di vertical che quella della sprint, la seconda si è aggiudicata la coppa dell'individuale.

## Uomini

### Risultati
Legenda: IN = individuale - VE = vertical - SP = sprint
| Data             | Località          | Nazione     | Spec. | Primo              | Secondo                     | Terzo                       | Note  |
| ---------------- | ----------------- | ----------- | ----- | ------------------ | --------------------------- | --------------------------- | ----- |
| 14 dicembre 2024 | Courchevel        | Francia     | SP    | Oriol Cardona Coll | Arno Lietha                 | Thibault Anselmet           | [ 3 ] |
| 15 dicembre 2024 | Courchevel        | Francia     | VE    | Rémi Bonnet        | Aurélien Gay                | Xavier Gachet               | [ 4 ] |
| 10 gennaio 2025  | Shahdag           | Azerbaigian | SP    | Arno Lietha        | Robin Bussard               | Ot Ferrer Martínez          | [ 5 ] |
| 11 gennaio 2025  | Shahdag           | Azerbaigian | VE    | Rémi Bonnet        | Christof Hochenwarter       | Maximilien Drion du Chapois | [ 6 ] |
| 13 gennaio 2025  | Shahdag           | Azerbaigian | IN    | Rémi Bonnet        | Samuel Equy                 | Thibault Anselmet           | [ 7 ] |
| 25 gennaio 2025  | Arinsal           | Andorra     | IN    | Rémi Bonnet        | Thibault Anselmet           | Aurélien Gay                | [ 8 ] |
| 1 febbraio 2025  | Boí Taüll         | Spagna      | SP    | Oriol Cardona Coll | Robin Bussard               | Arno Lietha                 | [ 9 ] |
| 22 febbraio 2025 | Bormio            | Italia      | SP    | Oriol Cardona Coll | Jon Kistler                 | Arno Lietha                 |       |
| 14 marzo 2025    | Schladming        | Austria     | VE    | Rémi Bonnet        | Thibault Anselmet           | Maximilien Drion du Chapois |       |
| 15 marzo 2025    | Schladming        | Austria     | SP    | Oriol Cardona Coll | Thibault Anselmet           | Jon Kistler                 |       |
| 20 marzo 2025    | Val Martello      | Italia      | IN    | Rémi Bonnet        | William Bon Mardion         | Matteo Eydallin             |       |
| 4 aprile 2025    | Villars-sur-Ollon | Svizzera    | SP    | Thibault Anselmet  | Jon Kistler                 | Maximilien Drion du Chapois |       |
| 10 aprile 2025   | Tromsø            | Norvegia    | VE    | Rémi Bonnet        | Maximilien Drion du Chapois | Aurélien Gay                |       |
| 12 aprile 2025   | Tromsø            | Norvegia    | SP    | Robin Bussard      | Jon Kistler                 | Maximilien Drion du Chapois |       |
| 13 aprile 2025   | Tromsø            | Norvegia    | IN    | Rémi Bonnet        | Davide Magnini              | Matteo Eydallin             |       |

### Classifiche

#### Generale
| Pos. | Nome                        | Nazione  | Punti |
| ---- | --------------------------- | -------- | ----- |
| 1    | Thibault Anselmet           | Francia  | 980   |
| 2    | Maximilien Drion du Chapois | Belgio   | 896   |
| 3    | Rémi Bonnet                 | Svizzera | 800   |
| 4    | Oriol Cardona Coll          | Spagna   | 745   |
| 5    | Paul Verbnjak               | Austria  | 604   |

#### Sprint
| Pos. | Nome               | Nazione  | Punti |
| ---- | ------------------ | -------- | ----- |
| 1    | Oriol Cardona Coll | Spagna   | 575   |
| 2    | Jon Kistler        | Svizzera | 452   |
| 3    | Thibault Anselmet  | Francia  | 518   |
| 4    | Arno Lietha        | Svizzera | 437   |
| 4    | Ot Ferrer Martínez | Spagna   | 425   |

#### Individuale
| Pos. | Nome                        | Nazione  | Punti |
| ---- | --------------------------- | -------- | ----- |
| 1    | Rémi Bonnet                 | Svizzera | 400   |
| 2    | Paul Verbnjak               | Austria  | 229   |
| 3    | Xavier Gachet               | Francia  | 225   |
| 4    | Samuel Equy                 | Francia  | 222   |
| 5    | Maximilien Drion du Chapois | Belgio   | 220   |

#### Vertical
| Pos. | Nome                        | Nazione  | Punti |
| ---- | --------------------------- | -------- | ----- |
| 1    | Rémi Bonnet                 | Svizzera | 400   |
| 2    | Maximilien Drion du Chapois | Belgio   | 318   |
| 3    | Aurélien Gay                | Svizzera | 265   |
| 4    | Paul Verbnjak               | Austria  | 251   |
| 5    | Thibault Anselmet           | Austria  | 243   |

## Donne

### Risultati
Legenda: IN = individuale - VE = vertical - SP = sprint
| Data             | Località          | Nazione     | Spec. | Primo                  | Secondo         | Terzo                 | Note  |
| ---------------- | ----------------- | ----------- | ----- | ---------------------- | --------------- | --------------------- | ----- |
| 14 dicembre 2024 | Courchevel        | Francia     | SP    | Emily Harrop           | Marianne Fatton | Margot Ravinel        | [ 3 ] |
| 15 dicembre 2024 | Courchevel        | Francia     | VE    | Axelle Gachet-Mollaret | Emily Harrop    | Sarah Dreier          | [ 4 ] |
| 10 gennaio 2025  | Shahdag           | Azerbaigian | SP    | Emily Harrop           | Marianne Fatton | Célia Perillat-Pessey | [ 5 ] |
| 11 gennaio 2025  | Shahdag           | Azerbaigian | VE    | Axelle Gachet-Mollaret | Johanna Hiemer  | Emily Harrop          | [ 6 ] |
| 13 gennaio 2025  | Shahdag           | Azerbaigian | IN    | Axelle Gachet-Mollaret | Emily Harrop    | Johanna Hiemer        | [ 7 ] |
| 25 gennaio 2025  | Arinsal           | Andorra     | IN    | Axelle Gachet-Mollaret | Emily Harrop    | Tove Alexandersson    | [ 8 ] |
| 1 febbraio 2025  | Boí Taüll         | Spagna      | SP    | Emily Harrop           | Léna Bonnel     | Ana Alonso Rodriguez  | [ 9 ] |
| 22 febbraio 2025 | Bormio            | Italia      | SP    | Emily Harrop           | Marianne Fatton | Caroline Ulrich       |       |
| 14 marzo 2025    | Schladming        | Austria     | VE    | Tove Alexandersson     | Emily Harrop    | Alba De Silvestro     |       |
| 15 marzo 2025    | Schladming        | Austria     | SP    | Emily Harrop           | Marianne Fatton | Ana Alonso Rodriguez  |       |
| 20 marzo 2025    | Val Martello      | Italia      | IN    | Axelle Gachet-Mollaret | Emily Harrop    | Alba De Silvestro     |       |
| 5 aprile 2025    | Villars-sur-Ollon | Svizzera    | SP    | Emily Harrop           | Giulia Murada   | Katia Mascherona      |       |
| 10 aprile 2025   | Tromsø            | Norvegia    | VE    | Axelle Gachet-Mollaret | Emily Harrop    | Alba De Silvestro     |       |
| 12 aprile 2025   | Tromsø            | Norvegia    | SP    | Emily Harrop           | Marianne Fatton | Margot Ravinel        |       |
| 13 aprile 2025   | Tromsø            | Norvegia    | IN    | Axelle Gachet-Mollaret | Emily Harrop    | Alba De Silvestro     |       |

### Classifiche

#### Generale
| Pos. | Nome                   | Nazione  | Punti |
| ---- | ---------------------- | -------- | ----- |
| 1    | Emily Harrop           | Francia  | 1411  |
| 2    | Célia Perillat-Pessey  | Francia  | 834   |
| 3    | Ana Alonso Rodriguez   | Spagna   | 809   |
| 4    | Axelle Gachet-Mollaret | Francia  | 700   |
| 5    | Marianne Fatton        | Svizzera | 696   |

#### Sprint
| Pos. | Nome                       | Nazione  | Punti |
| ---- | -------------------------- | -------- | ----- |
| 1    | Emily Harrop               | Francia  | 700   |
| 2    | Marianne Fatton            | Svizzera | 571   |
| 3    | Ana Maria Alonso Rodriguez | Spagna   | 453   |
| 4    | Célia Perillat-Pessey      | Francia  | 396   |
| 5    | Léna Bonnel                | Francia  | 393   |

#### Individuale
| Pos. | Nome                   | Nazione | Punti |
| ---- | ---------------------- | ------- | ----- |
| 1    | Axelle Gachet-Mollaret | Francia | 300   |
| 2    | Emily Harrop           | Francia | 270   |
| 3    | Lorna Bonnel           | Francia | 174   |
| 4    | Célia Perillat-Pessey  | Francia | 162   |
| 5    | Tove Alexandersson     | Svezia  | 154   |

#### Vertical
| Pos. | Nome                   | Nazione | Punti |
| ---- | ---------------------- | ------- | ----- |
| 1    | Emily Harrop           | Francia | 351   |
| 2    | Axelle Gachet-Mollaret | Francia | 300   |
| 3    | Alba De Silvestro      | Austria | 235   |
| 4    | Ana Alonso Rodriguez   | Spagna  | 230   |
| 5    | Sarah Dreier           | Austria | 227   |

## Misto

### Risultati
Legenda: TSP = sprint a squadre
| Data             | Località          | Nazione  | Spec. | Prima                                          | Seconda                                        | Terza                                     | Note   |
| ---------------- | ----------------- | -------- | ----- | ---------------------------------------------- | ---------------------------------------------- | ----------------------------------------- | ------ |
| 26 gennaio 2025  | Arinsal           | Andorra  | TSP   | Spagna Ana Alonso Rodriguez Oriol Cardona Coll | Francia Emily Harrop Pablo Giner Dalmasso      | Svizzera Marianne Fatton Robin Bussard    | [ 10 ] |
| 2 febbraio 2025  | Boí Taüll         | Spagna   | TSP   | Svizzera Caroline Ulrich Thomas Bussard        | Spagna Ana Alonso Rodriguez Oriol Cardona Coll | Austria Johanna Hiemer Paul Verbnjak      | [ 11 ] |
| 22 febbraio 2025 | Bormio            | Italia   | TSP   | Spagna Ana Alonso Rodriguez Oriol Cardona Coll | Francia Emily Harrop Thibault Anselmet         | Svizzera Marianne Fatton Thomas Bussard   |        |
| 22 marzo 2025    | Val Martello      | Italia   | TSP   | Svizzera Caroline Ulrich Thomas Bussard        | Spagna Ana Alonso Rodriguez Oriol Cardona Coll | Francia Emily Harrop Pablo Giner Dalmasso |        |
| 5 aprile 2025    | Villars-sur-Ollon | Svizzera | TSP   | Spagna Ana Alonso Rodriguez Oriol Cardona Coll | Svizzera Marianne Fatton Thomas Bussard        | Italia Alba De Silvestro Michele Boscacci |        |

### Classifiche

#### Sprint a squadre
| Pos. | Nazione  | Punti |
| ---- | -------- | ----- |
| 1    | Spagna   | 480   |
| 2    | Svizzera | 452   |
| 3    | Francia  | 394   |
| 4    | Austria  | 373   |
| 5    | Italia   | 312   |

## Coppa delle Nazioni

### Classifiche
Le classifiche della Coppa delle Nazioni vengono stilate sommando i punti ottenuti da ogni atleta in ogni gara individuale.

#### Generale
| Pos. | Nazione  | Punti |
| ---- | -------- | ----- |
| 1    | Svizzera | 4528  |
| 2    | Francia  | 4340  |
| 3    | Spagna   | 3264  |
| 4    | Austria  | 2345  |
| 5    | Italia   | 2229  |